# Austroraptor
Austroraptor (phát âm:"AWE-stroh-RAP-ter") là một chi khủng long theropoda thuộc họ Dromaeosauridae sống cách nay chừng 70 triệu năm vào thời kỳ Creta muộn tại nơi ngày nay là Argentina. Austroraptor có kích thước trung bình, ăn thịt đi hai chân, có thể phát triển đến chiều dài 5 m (16,4 ft). Chiều dài này khiến Austroraptor trở thành một những chi Dromaeosauridae lớn nhất, với chỉ Achillobator, Dakotaraptor, và Utahraptor là có thể so sánh. Nó cũng là chi lớn nhất trong họ được phát hiện ở Nam Bán Cầu.

## Tên
Tên chi Austroraptor, có nghĩa là "kẻ cướp phương Nam", xuất phát từ tiếng Latinh auster nghĩa là "cơn gió nam", và raptor nghĩa là "kẻ cướp". Tên loài cabazai, được đặt để vinh danh Alberto Cabaza, người đã thành lập Museo Municipal de Lamarque, nơi những mẫu vật được nghiên cứu. Austroraptor được mô tả và đặt tên năm 2008 bởi Fernando Novas của Museo Argentino de Ciencias Naturales. Loài điển hình là Austroraptor cabazai.